# Definiční obor

Funkce zobrazuje množinu do množiny. Definiční obor značen červeně, obor hodnot žlutě.

Definiční obor zobrazení {\displaystyle T:X\to Y} z množiny {\displaystyle X} do množiny {\displaystyle Y} tvoří právě ty prvky množiny {\displaystyle X}, pro něž je definován obraz v množině {\displaystyle Y}. Obecně nemusí být zobrazení {\displaystyle T} definováno na celé množině {\displaystyle X}, v tom případě tvoří jeho definiční obor podmnožinu množiny {\displaystyle X}. Definiční obor funkce {\displaystyle f} je množina všech hodnot, pro které je funkce {\displaystyle f} definována.

## Definice
V matematické notaci lze definiční obor pro zobrazení {\displaystyle T:X\to Y} zapsat následovně:
{\displaystyle D_{T}=\{x\in X|(\exists y\in Y)(T(x)=y)\}}.
Definiční obor zobrazení {\displaystyle T} resp. funkce {\displaystyle f} se značí {\displaystyle D_{T}=D(T)} resp. {\displaystyle D_{f}=D(f)}. Pro definiční obor se v zahraniční literatuře používá označení doména, pro obor hodnot pak označení kodoména.

## Omezení definičního oboru
Každou funkci (resp. obecněji zobrazení) je možno omezit na libovolnou podmnožinu jejího definičního oboru. Tedy máme-li funkci {\displaystyle f:X\to Y} a platí-li {\displaystyle A\subseteq X}, můžeme omezit funkci {\displaystyle f} na množinu {\displaystyle A}, což značíme:
{\displaystyle f|_{A}:A\rightarrow Y}.
Takto upravená funkce pak působí na prvky z množiny {\displaystyle A} stejným způsobem jako předtím na všechny prvky z množiny {\displaystyle X}. Jediným rozdílem je, že už má smysl hovořit o jejích hodnotách jen na prvcích z množiny {\displaystyle A}. Pro funkci {\displaystyle f} se {\displaystyle f_{A}} nazývá zúžení (restrikce) {\displaystyle f} na množinu {\displaystyle A}.

## Příklad
- Definiční obor mohou kromě čísel tvořit také např. funkce. Uvažujme množinu {\displaystyle {\mathcal {C}}} reálných funkcí reálné proměnné, tj. funkcí {\displaystyle f:\mathbb {R} \to \mathbb {R} } a operátor derivace {\displaystyle {\text{Der}}:{\mathcal {C}}\to {\mathcal {C}}}, který vezme funkci a vrátí její derivaci, tj. opět nějakou funkci, pak definiční obor operátoru derivace {\displaystyle {\text{Der}}} tvoří ty funkce z {\displaystyle {\mathcal {C}}}, pro něž existuje jejich derivace. Tento příklad ukazuje zobrazení, které není definováno na celé „vstupní“ množině, protože ne všechny funkce mají derivaci.
- Uvažujme topologický prostor {\displaystyle X} a na něm definované zobrazení {\displaystyle T} zobrazující do množiny {\displaystyle Y}. O zobrazení {\displaystyle T} řekneme, že je hustě definované, právě když je jeho definiční obor hustou podmnožinou topologického prostoru {\displaystyle X}, tj. {\displaystyle {\overline {(D_{T})}}=X}, kde pruh nad množinou značí uzávěr této množiny.